# Ancyla cretensis
Ancyla cretensis là một loài Hymenoptera trong họ Apidae. Loài này được Friese mô tả khoa học năm 1902.